# Patrick Stump
Patrick Vaughn Martin Stump (Evanston, 27 aprile 1984) è un cantante, polistrumentista, produttore discografico e attore statunitense.
È il cantante, chitarrista ed occasionalmente anche pianista della band punk rock Fall Out Boy.

## Biografia
Patrick ha finito la scuola nel Glenbrook South High School, ma non è riuscito ad entrare nell'università a causa del troppo impegno con il gruppo. I suoi genitori hanno divorziato quando aveva appena otto anni ed è andato a vivere con il padre, cantante di musica folk, ed il fratello Kevin, violinista.
Patrick fa parte del gruppo Fall Out Boy da quando aveva 17 anni. Inizialmente, era il batterista della band ma, scoperte le sue doti canore, diventò la prima voce, ed i Fall Out Boy assunsero come batterista Andy Hurley.
Quando era adolescente faceva parte dei Public Display of Infection, una band dei sobborghi di Chicago.
Insieme a tutti gli altri membri del gruppo, Patrick ha avuto una parte in due episodi della serie televisiva One Tree Hill. Inoltre, nel 2007, ha lavorato con i Gym Class Heroes.
Nel 2008 ha partecipato all'album dei Good Charlotte Greatest Remixes nella canzone Little Things.

## Discografia

### Album

#### Solista
- 2011 – Truant Wave – EP
- 2011 – Soul Punk

## Filmografia

### Attore

#### Cinema
- Bedussey, regia di J. S. Reynolds – cortometraggio (2005)
- Sex Movie in 4D (Sex Drive), regia di Sean Anders (2008)
- Moustachette, regia di Patrick Stump – cortometraggio (2009)
- Na Zdorov 'ya!, regia di Justin Courtney Pierre – cortometraggio (2010)

#### Televisione
- One Tree Hill – serie TV, episodi 3x04-3x15 (2005-2006)
- Punk'd – programma TV, puntata 6x08 (2005)
- Saturday Night Live – programma TV, puntata 31x13 (2005)
- Law & Order - I due volti della giustizia (Law & Order) – serie TV, episodio 18x02 (2008)
- Jimmy Kimmel Live! – programma TV, 4 puntate (2008, 2014, 2019)
- Dr. House - Medical Division (House M.D.) – serie TV, episodio 8x17 (2012)
- 90210 – serie TV, episodio 5x21 (2013)
- Celebrity Family Feud – programma TV, puntata 7x06 (2020)

### Doppiatore
- Robot Chicken – serie animata, 4 episodi (2011, 2016-2017)
- Teen Titans Go! – serie animata, episodi 4x27-4x29-4x30 (2017)
- Mamma, ho scoperto gli gnomi! (Gnome Alone), regia di Peter Lepeniotis (2017)
- Marco e Star contro le forze del male (Star vs. the Forces of Evil) – serie animata, 7 episodi (2017-2019)
- I Griffin (Family Guy) – serie animata, 4 episodi (2021-2022)
- Dead End: Paranormal Park – serie animata, 5 episodi (2022-2023)

## Doppiatori italiani
Nelle versioni in italiano delle opere in cui ha recitato, Patrick Stump è stato doppiato da:
- Stefano Sperduti in Dr. House - Medical Division